# لويزا لوسون
لويزا لوسون (بالإنجليزية: Louisa Lawson)‏ هي نسوية ‏ وصحفية وسفرجات وكاتِبة وشاعرة أسترالية، ولدت في 17 فبراير 1848 في مودجي في أستراليا، وتوفيت في 12 أغسطس 1920 في أستراليا.

## طفولتها
ولدت لويزا ألبوري في 17 فبراير 1848 في محطة جونتاونج بالقرب من جولجونج، نيو ساوث ويلز، ابنة هنري البوري وهارييت وين.
كانت الطفل الثاني من بين 12 طفلًا في عائلة فقيرة تكافح من أجل لقمة العيش، ومثل العديد من الفتيات في ذلك الوقت،  تركت لويزا المدرسة في سن الثالثة عشر.
تزوجت من نيلز لارسن (بيتر لوسون) في 7 يوليو 1866، وهو بحار نرويجي في الكنيسة الميثودية في مودجي، نيو ساوث ويلز.
كان غالبًا ما يغيب بعيدًا لتعدين الذهب أو للعمل مع والده، تاركها بمفردها لتربية أربعة أطفال هنري 1867 وتشارلز 1869 وبيتر 1873 وجيرترود 1877 توأم أنيت التي توفيت في عمر الثمانية أشهر.
حزنت لويزا على فقدان أنيت لسنوات عديدة وتركت رعاية أطفالها الآخرين لنجلها الأكبر، هنري. ما أدى إلى منازعات كثيرة بين هنري ووالدته وتوتر العلاقة بينهما.
انتقلت هي وأطفالها إلى سيدني في عام 1882  حيث تمكنت من العمل  كمديرة للشقق المستأجرة.

## عملها كناشرة
استخدمت لوسون الأموال التي ادخرتها أثناء إدارة الشقق المستأجرة  لشراء أسهم في صحيفة «الجمهوريين» المؤيدة للاتحاد الفيدرالي في عام 1887.
حررت لوسون وابنها هنري صحيفة «الجمهوريين» في عام 1887-1888، التي طبعت باستخدام مطبعة قديمة في كوخها.
دعت الصحيفة إلى قيام جمهورية أسترالية متحدة تحت اسم «علم أستراليا الموحدة، جمهورية البحار الجنوبية العظمى». استُبدلت صحيفة «الجمهوريين» بصحيفة «القومية»، لكنها استمرت لتنشر عددين حينئذ. 
بفضل أرباحها وتجربتها من العمل في صحيفة «الجمهوريين»، تمكنت لوسون في تحرير ونشر صحيفة «الفجر» في مايو 1888، وهي أول صحيفة أسترالية مُنتجة من قبل فريق نسائي بحت، والتي وُزعت  في جميع أنحاء أستراليا وخارجها.
كان لصحيفة «الفجر» منظور نسوي قوي وكثيراً ما تناولت قضايا مثل حق المرأة في التصويت وتولي المناصب العامة وتعليم المرأة وحقوقها الاقتصادية والقانونية والعنف المنزلي وضبط النفس والاعتدال.
نُشرت صحيفة «الفجر» شهريًا لمدة 17 عامًا (1888-1905)، وفي ذروتها وظفت 10 موظفات إناث. ساهم هنري نجل لوسون في كتابة قصائد وقصص لصحيفة والدته التي طبعت كتابه الأول «قصص قصيرة في النثر وبيوت الشعر» عام 1894.
نشرت لويزا مجلدها الخاص «درت اند دو» نحو عام 1904، وهي قصه قصيرة تتكون من 18000 كلمة. كما جمعت ونشرت كتاباتها الخاصة «المعبر الوحيد» وغيرها من القصائد في عام 1905. من المحتمل أنه كان للويزا تأثير قوي على بدايات عمل ابنها الأدبي.

## عملها كمنادية بمنح المرأة حق الاقتراع
أسست لوسون سنة 1889 نادي صحيفة «الفجر» الذي أصبح مركزًا لحركة الاقتراع في سيدني. تشكلت في عام 1891، رابطة حق الاقتراع النسائية في نيو ساوث ويلز من أجل الدفاع عن حق المرأة في التصويت، وسمحت لوسون لهذه المجموعة باستخدام مكتب «الفجر»  لطباعة المنشورات ومقالات الأدب مجانًا.
عندما حصلت النساء أخيرًا على حق التصويت، وذلك في عام 1902، بالإضافة إلى إقرار مشروع قانون اقتراع المرأة  في نيو ساوث ويلز، قُدمت لوسون إلى أعضاء البرلمان باسم «أم الاقتراع في نيو ساوث ويلز».
بالنسبة للنساء في ذلك الوقت لم يكن الاقتراع العام هو القضية الرئيسية، إذ لم تنتقد لوسون الحكومة لفشلها في منح السكان الأصليين الأستراليين حق التصويت.

## حياتها اللاحقة
تقاعدت لوسون في عام 1905 لكنها استمرت في الكتابة لمجلات سيدني ونشر «بطاقة العبور الوحيدة» والعديد من القصائد الأخرى، وهي مجموعة تتكون من 53 قصيدة.
توفيت يوم الخميس 12 أغسطس 1920 عن عمر يناهز ال72 سنة بعد مرض طويل ومؤلم في مستشفى جليدزفيل للأمراض العقلية. دُفنت يوم السبت 14 أغسطس 1920 مع والديها في قسم كنيسة إنجلترا في مقبرة روكوود.

## تخليد ذكراها
ذكرت «صحيفة سيدني مورنينج هيرالد» في عام 1941  أن مقعدًا تذكاريًا كان من المقرر أن يقام في ذا دومين، سيدني كإشادة بلويزا لوسون.
أصدر البريد الأسترالي في عام 1975، ختم تكريم للويزا. صُممت الطوابع من قبل ديس وجاكي أوبراين، وكانت واحدة من سلسلة من ستة طوابع صدرت في 6 أغسطس 1975 للاحتفال بالسنة الدولية للمرأة. وقد طُبعت هذه التصاميم  في فرع ملبورن نوت للطباعة، باستخدام عملية الحفر الضوئي بثلاثة ألوان.
سُميت حديقة في ماريكفيل، نيو ساوث ويلز تيمنا بلوسون. تحتوي محمية لويزا لاوسون أيضًا على لوحة فسيفسائية ملونة كبيرة تصور الغلاف الأمامي لصحيفة «الفجر»، ولوحة مكتوب عليها «لويزا لاوسون (1848-1920)، مصلحة اجتماعية وكاتبة ونسوية وأم هنري لاوسون». هذه الحجارة هي كل ما تبقى من جدران منزلها في شارع رينويك، ماريكفيل.

## قصائد فردية مختارة
- إلى طائر (1888)
- حلم (1891)
- أمنية عيد الميلاد (1892)
- إلى طائر (1892)
- إلى أختي (1893)
- خطوط مكتوبة أثناء قضاء ليلة في فندق بوش (1901)
- ابنة الحفار (1903)
- الساعة قادمة (1903)
- العودة مجددًا (1904)
- في ذكرى (1905)
- سؤال طفل (1905)
- جواب أم (1905)